# Novoivanivka, Prîazovske
Novoivanivka (în ucraineană Новоіванівка) este un sat în așezarea urbană Prîazovske din raionul Prîazovske, regiunea Zaporijjea, Ucraina.

## Demografie
Componența lingvistică a localității Novoivanivka
     Ucraineană (54,5%)
     Rusă (43,69%)
     Bulgară (1,8%)
Conform recensământului din 2001, majoritatea populației localității Novoivanivka era vorbitoare de ucraineană (54,5%), existând în minoritate și vorbitori de rusă (43,69%) și bulgară (1,8%).